# James Mill

Elements of political economy, 1826

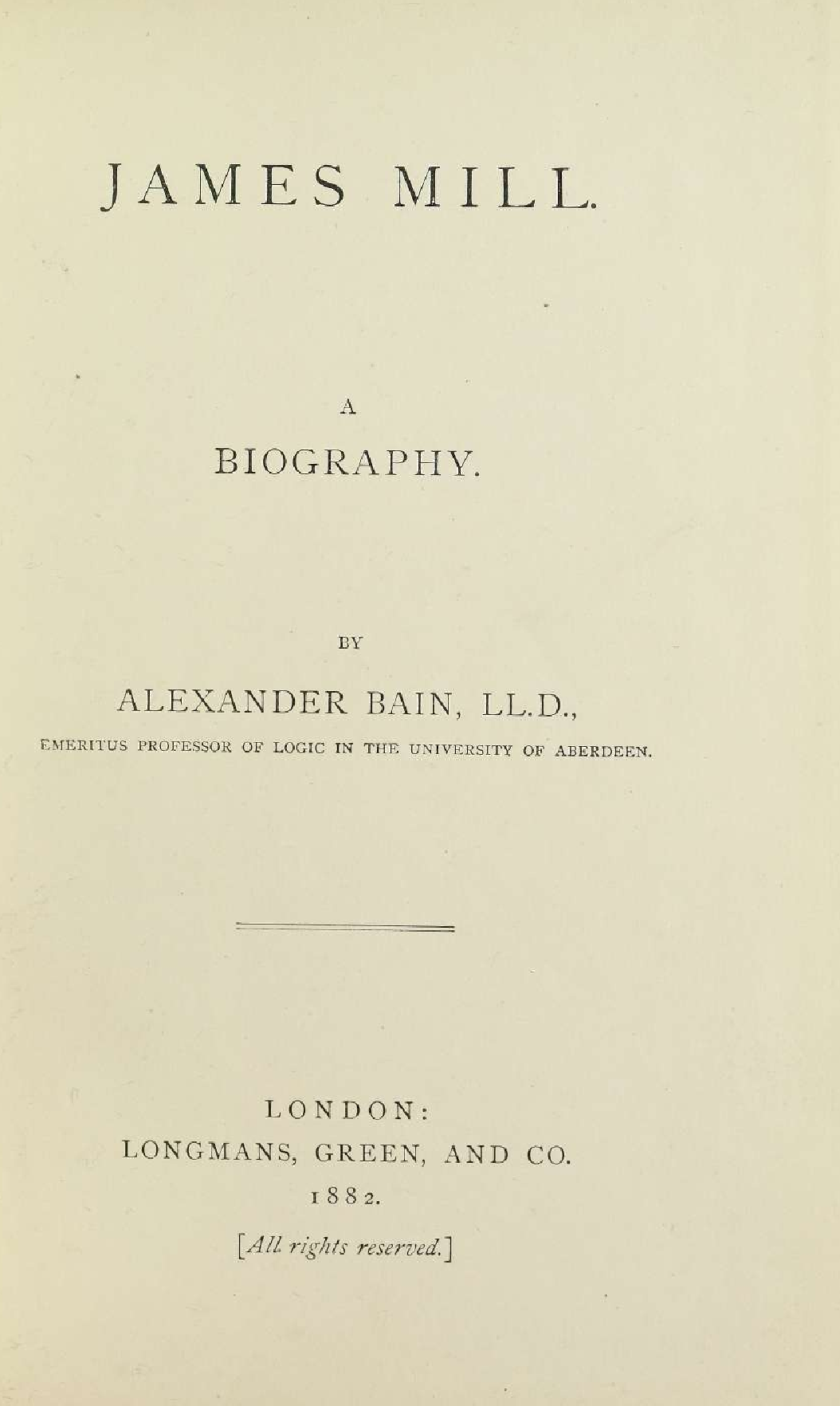
Alexander Bain, James Mill. A biography, 1882

Niektóre z zamieszczonych tu informacji wymagają weryfikacji.
Dokładniejsze informacje o tym, co należy poprawić, być może znajdują się w dyskusji tego artykułu.
 Po wyeliminowaniu niedoskonałości należy usunąć szablon [[Szablon:Dopracować|]] z tego artykułu.
James Mill (ur. 6 kwietnia 1773 w Angus, Szkocja, zm. 23 czerwca 1836 r. w Kensington) – szkocki filozof, historyk, polityk i ekonomista. Przedstawiciel utylitaryzmu i liberalizmu ekonomicznego. Prowadził także badania w dziedzinie teorii edukacji (swe poglądy ukazując najpełniej w wychowaniu syna, Johna Stuarta Milla).

## Życiorys
Był bliskim współpracownikiem Jeremy'ego Benthama, i entuzjastą jego filozofii, utylitarystą na polu moralności, polityki i wychowania. Autor "History of India, Elements of Political Economy, An Essay on Government" (1820) oraz "Analysis of the Phenomena of the Human Mind" (1829).
Zaliczał się do tzw. utylitarystów. Sądzili oni, że powołaniem człowieka jest dążenie do szczęścia. Każdy człowiek ma swoją wizję szczęścia, więc najlepiej nie ingerować w owo dążenie do szczęścia. Jest to wizja skrajnego liberalizmu ekonomicznego. Twierdzili również, że do szczęścia dążą wszyscy, ale osiągają je nieliczni. Udziałem większości staje się nieszczęście, ale tak musi być, ponieważ ludzie dążąc do szczęścia kreują postęp. Jeżeli będziemy w to ingerować, będziemy hamować postęp. Doszli do wniosku, że ludzie to też gatunek i te same zasady obowiązują co do życia człowieka. Największe szanse mają jednostki najsilniejsze.
Jeszcze ostrzej postrzegał to darwinizm społeczny – toczy się wiekuista walka o byt i dlatego gatunek musi opierać się na jednostkach silnych.